# Замощин, Палтиел Мунишевич
Палти́ел Му́нишевич Замо́щин (1851, Бендеры, Бессарабская область — 1909, Вена) — еврейский писатель, поэт и публицист. 

## Биография
Родился в Бендерах, в семье купца Муниша Мееровича Замощина (1829—?) и его жены Бейлы (1828—?). Семья переехала в Одессу, когда он был ребёнком (не ранее 1854 года). Изучал Талмуд и древнееврейский язык на дому под руководством частного учителя П. М. Смоленскина. Учился в коммерческом училище и Берлинском политехникуме, но был вынужден бросить учёбу и вернуться в Одессу в 1870 году, когда расстроились торговые дела его отца.
Будучи занят в торговле, начал публиковать стихи и статьи в различных периодических изданиях на иврите («Гамелиц», «Габокер-Ор», «Гакармель») и на идише («Кол Мевасер»). С 1880-х годов писал главным образом на идише, занимался журналистикой и публицистикой, как поэт печатался в сборниках «Хойзнфрайнд» Мордхе Спектора и других изданиях. Сохранилась переписка П. М. Замощина с Шолом-Алейхемом, который привлёк его к сотрудничеству в серии сборников «Идише фолкс-библиотек».
Жил в Одессе по адресу Канатная улица, дом № 26.